# Nectan
Nectan di  Hartland (468 circa – 510 circa) fu un eremita celtico del V secolo che dimorò a Stoke-by-Hartland, nella contea inglese del Devon, dove la chiesa parrocchiale di Saint Nectan è dedicata a lui. È venerato come santo dalla Chiesa cattolica e da quella anglicana.

## Agiografia
Secondo la leggenda più comune, il santo fu il maggiore dei molti figli di Brychan, re di Brycheiniog (ora Brecknock nel sud del Galles); le sante Wenna di Talgarth, Gladys ed Eluned erano sue sorelle. Decise di diventare un eremita, si trasferì nel nord del Devon e si stabilì vicino ad una sorgente (ora il "Pozzo di San Nectan"), in quella che allora era la foresta di Hartland. Ma è anche associato con la valle e la cascata di San Nectan a Trethevy, vicino a Tintagel in Cornovaglia, dove avrebbe passato un periodo di tempo da eremita. A Hartland fu attaccato dai rapinatori che lo decapitarono, ma egli raccolse la testa e ritornò al suo pozzo, dove crollò e morì. È detto che dove il suo sangue cadde crebbero le digitali. Fu seppellito nella cappella a lui dedicata nella Chiesa di San Nectan a Stoke.

## Venerazione

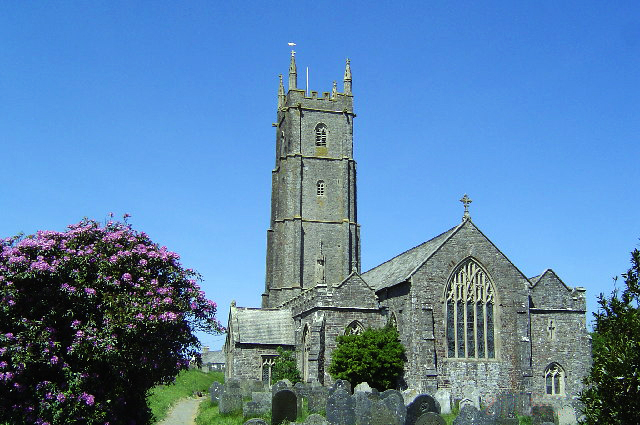
Chiesa di San Nectan a Stoke-by-Hartland.

Dopo la morte di Nectan, una setta si diffuse intorno al suo santuario e continuò ad essere popolare per tutto il Medioevo, sostenuto da sia i re anglosassoni che i signori normanni. La chiesa fu in possesso dei canonici agostiniani di Hartland Abbey, che era confinante con essa, finché quell'Ordine fu privato del riconoscimento con la Riforma protestante.
Il suo giorno di festa è il 17 giugno, il giorno presunto della sua morte (tradizionalmente circa 510); c'è ancora una tradizione di raccogliere le digitali presso il suo pozzo in quel giorno. Parecche altre chiese nel Devon sono dedicate a San Nectan, ma soltanto due sono antiche: Welcombe, al sud di Hartland, e probabilmente quella di Ashton (ora intitolata a San Giovanni Battista). C'è anche una cappella medievale di San Nectan vicino a St Winnow in Cornovaglia.

## Origini possibili
L'associazione più antica del nome Nectan sembra essere con un dio dell'acqua irlandese, Nechtan, probabilmente identico al dio romano-britannico, Nodens. Potrebbe essere stato il santo protettore del Pozzo di San Nectan a Stoke e fu cristianizzato più tardi per rendere l'adorazione compatibile con la nuova fede.